# Solesmes (Sarthe)
Pour les articles homonymes, voir Solesmes.
Solesmes est une commune française, située dans le département de la Sarthe en région Pays de la Loire.
Ses habitants sont appelés les Solesmiens et les Solesmiennes.
La commune est notamment connue pour ses deux abbayes bénédictines : l'abbaye Saint-Pierre de Solesmes et l'abbaye Sainte-Cécile de Solesmes.

## Géographie

### Localisation
| Juigné-sur-Sarthe | Juigné-sur-Sarthe | Juigné-sur-Sarthe        |
| Sablé-sur-Sarthe  | Solesmes          | Avoise, Parcé-sur-Sarthe |
| Sablé-sur-Sarthe  | Vion              | Vion                     |

La commune est aux confins du Haut-Maine et du Maine angevin, elle se situe à 3 km de Sablé-sur-Sarthe et à 48 km du Mans.

## Urbanisme

### Occupation des sols
L'occupation des sols de la commune, telle qu'elle ressort de la base de données européenne d’occupation biophysique des sols Corine Land Cover (CLC), est marquée par l'importance des territoires agricoles (79,7 % en 2018), en diminution par rapport à 1990 (84,6 %). La répartition détaillée en 2018 est la suivante : 
prairies (58,1 %), terres arables (21,6 %), zones urbanisées (8 %), forêts (6,4 %), zones industrielles ou commerciales et réseaux de communication (6 %). L'évolution de l’occupation des sols de la commune et de ses infrastructures peut être observée sur les différentes représentations cartographiques du territoire : la carte de Cassini (XVIIIe siècle), la carte d'état-major (1820-1866) et les cartes ou photos aériennes de l'IGN pour la période actuelle (1950 à aujourd'hui).

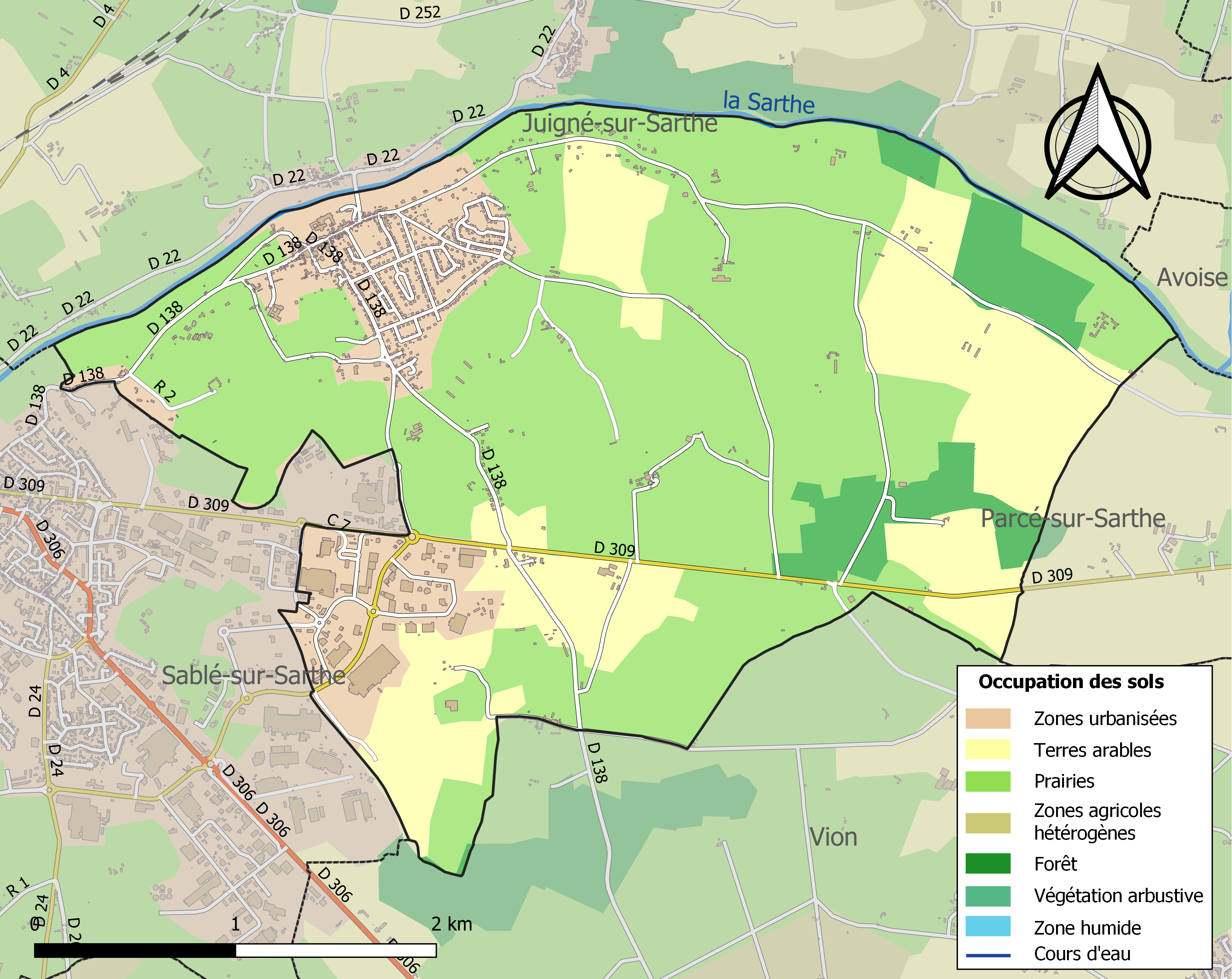
Carte des infrastructures et de l'occupation des sols de la commune en 2018 (CLC).

### Typologie
Au 1er janvier 2024, Solesmes est catégorisée ceinture urbaine, selon la nouvelle grille communale de densité à sept niveaux définie par l'Insee en 2022.
Elle appartient à l'unité urbaine de Sablé-sur-Sarthe, une agglomération intra-départementale regroupant deux  communes, dont elle est une commune de la banlieue,,. Par ailleurs la commune fait partie de l'aire d'attraction de Sablé-sur-Sarthe, dont elle est une commune de la couronne,. Cette aire, qui regroupe 39 communes, est catégorisée dans les aires de moins de 50 000 habitants,.

### Géologie et hydrographie
La commune se situe en zone de sismicité 2 (sismicité faible). La commune repose sur le bassin houiller de Laval daté du Culm, du Viséen supérieur et du Namurien (daté entre -346 et -315 millions d'années).
La commune est bordée au nord par la Sarthe.

### Logement
Avec une population de 1 212 habitants (en 2020) et une superficie de 11,5 km², la densité de la population est de 105,1 habitants au km².
En 2020, la commune disposait de 621 logements dont 85,8 % sont des résidences principales, 9,9% des logements vacants et 4,4 % des résidences secondaires. Parmi les résidences principales, 75,3 % sont propriétaires, 24,1 % sont locataires et 0,6 % sont logés gratuitement. 95 % sont des maisons et 4,9 % des appartements

### Voies de communication et transports
Les gares les plus proches de Solesmes se trouvent à Sablé-sur-Sarthe (3 km), Morannes (15 km), Noyen-sur-Sarthe (29 km).

## Toponymie
Le nom de la localité est attesté sous les formes Solemnis à l'époque mérovingienne, de Solemnis au IXe siècle, vicus qui vocatur Solempnis en 1010 et Sollesmas en 1212. Le toponyme est issu de l'anthroponyme latin Solemnius ou roman Sollemnis.
Le gentilé est Solesmien.

## Histoire
Avant la Révolution française, Solesmes et son hameau d'Amerval sont le siège de seigneuries.
À la fin du XVIIe siècle, Nicolas d'Esclaibes (probablement issu de la famille d'Éclaibes), chevalier, est seigneur d'Amerval. Il a pour épouse Agnès-Thérèse de la Hamayde.
Des mines de charbon sont brièvement exploitées entre 1841 et 1850.
La commune fait partie de la province historique du Maine.

## Politique et administration

### Intercommunalité

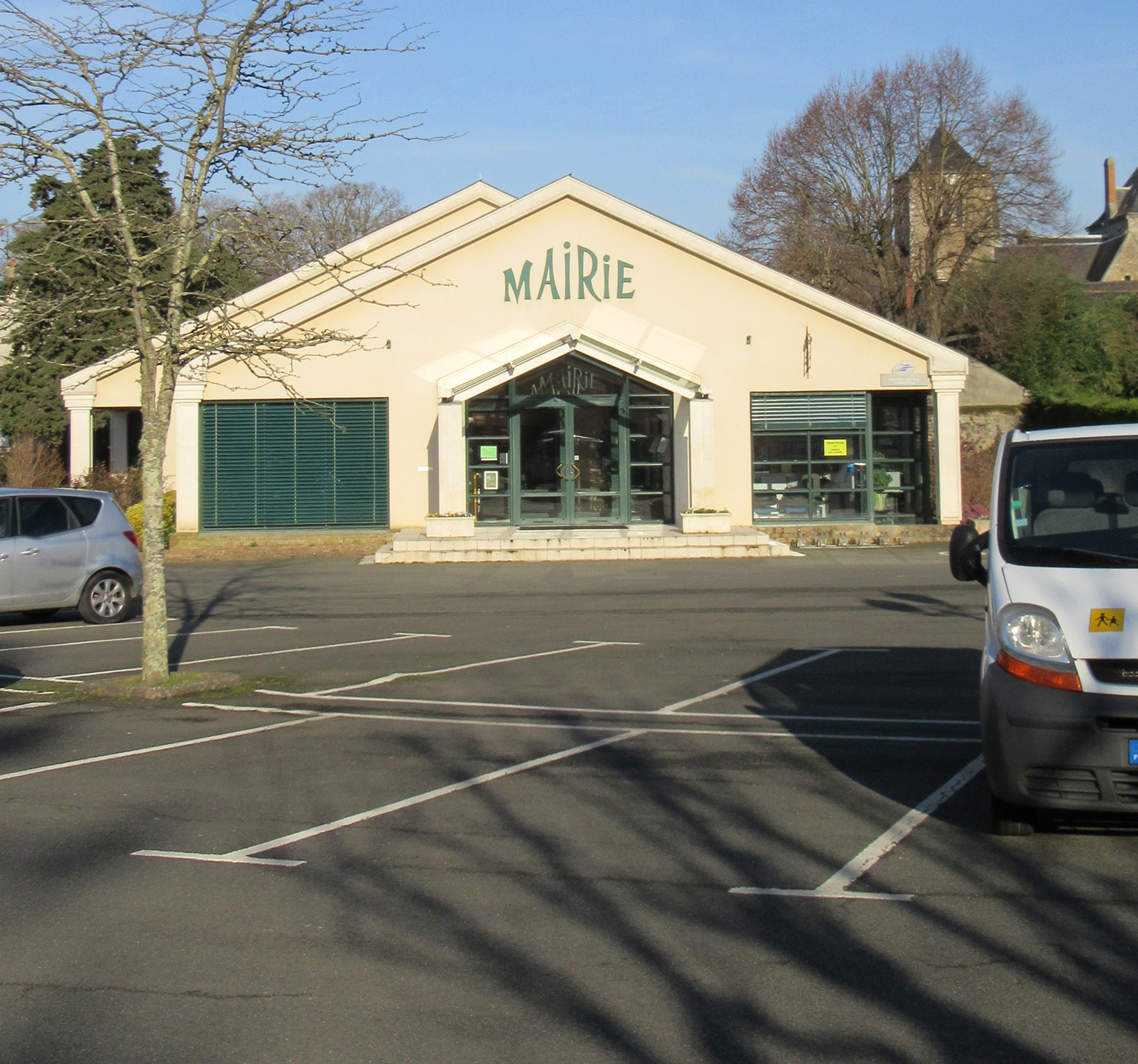
L'hôtel de ville.

La commune de Solesmes fait partie de la Communauté de communes de Sablé sur Sarthe

### Liste des maires de Solesmes
| Période                                  | Période  | Identité          | Étiquette | Qualité                                 |
| ---------------------------------------- | -------- | ----------------- | --------- | --------------------------------------- |
| 1898                                     | ?        | Jules Alain       |           |                                         |
| ?                                        | ?        | Arthur Salesky    |           | Suppléant du sénateur Ladislas du Luart |
| 1980                                     | 2001     | Jean-Marie Tissot |           |                                         |
| 2001                                     | 2014     | Roger Server      | UMP       |                                         |
| 2014                                     | En cours | Pascal Lelièvre   | SE        | Agriculteur                             |
| Les données manquantes sont à compléter. |          |                   |           |                                         |

Le conseil municipal est composé de quinze membres dont le maire et trois adjoints ainsi que, depuis 2014, Penelope Fillon, l'épouse de l'ancien Premier ministre, François Fillon qui, pour sa part, a siégé de 2001 à 2014 au conseil municipal de Solesmes. Le 25 avril 2024, Penelope Fillon remettait sa démission, à la veille de sa condamnation par la Cour de cassation à deux ans d’emprisonnement avec sursis, 375 000 euros d’amende et deux ans d’inéligibilité pour avoir effectué un emploi fictif d'assistante parlementaire auprès de son mari. Précisant qu'elle ne serait pas remplacée dans l'équipe municipale, le maire Pascal Lelièvre, élu en 2014, témoignait : « Je perds un membre très investi dans le conseil municipal et dans les différentes commissions où elle siégeait. Elle était très présente, participait à la vie du village. Les habitants vont la regretter.»

## Démographie
L'évolution du nombre d'habitants est connue à travers les recensements de la population effectués dans la commune depuis 1793. Pour les communes de moins de 10 000 habitants, une enquête de recensement portant sur toute la population est réalisée tous les cinq ans, les populations de référence des années intermédiaires étant quant à elles estimées par interpolation ou extrapolation. Pour la commune, le premier recensement exhaustif entrant dans le cadre du nouveau dispositif a été réalisé en 2004.
En 2022, la commune comptait 1 229 habitants, en évolution de +3,28 % par rapport à 2016 (Sarthe : −0,25 %, France hors Mayotte : +2,11 %).
| 1793 | 1800 | 1806 | 1821 | 1831 | 1836 | 1841 | 1846 | 1851 |
| ---- | ---- | ---- | ---- | ---- | ---- | ---- | ---- | ---- |
| 546  | 455  | 455  | 482  | 487  | 487  | 708  | 818  | 764  |

| 1856 | 1861 | 1866 | 1872 | 1876 | 1881 | 1886 | 1891 | 1896 |
| ---- | ---- | ---- | ---- | ---- | ---- | ---- | ---- | ---- |
| 708  | 785  | 795  | 832  | 936  | 863  | 849  | 840  | 814  |

| 1901 | 1906 | 1911 | 1921 | 1926 | 1931 | 1936 | 1946 | 1954 |
| ---- | ---- | ---- | ---- | ---- | ---- | ---- | ---- | ---- |
| 780  | 619  | 601  | 618  | 724  | 657  | 709  | 749  | 781  |

| 1962 | 1968 | 1975  | 1982  | 1990  | 1999  | 2004  | 2006  | 2009  |
| ---- | ---- | ----- | ----- | ----- | ----- | ----- | ----- | ----- |
| 818  | 817  | 1 003 | 1 224 | 1 277 | 1 384 | 1 333 | 1 338 | 1 370 |

| 2014  | 2019  | 2022  | - | - | - | - | - | - |
| ----- | ----- | ----- | - | - | - | - | - | - |
| 1 229 | 1 214 | 1 229 | - | - | - | - | - | - |

## Économie et emploi
La médiane du revenu de la commune est de 24 680 euros
En 2020, le taux de chômage de la commune est de 8,5 % de le population active. Chez les jeunes de 15 à 24 ans le taux de chômage est alors de 22,6 %. Parmi les actifs disposant d'un travail 85,7 % sont des salariés.

## Éducation
La commune de Solesmes dispose d'une école publiquePrestige : site de la commune

## Activité, labels et manifestations

### Labels
La commune est un village fleuri (deux fleurs) au concours des villes et villages fleuris.

### Sports
La Jeunesse sportive solesmienne fait évoluer trois équipes de football en divisions de district.

## Culture locale  et patrimoine

### Lieux et monuments
- L'abbaye Saint-Pierre de Solesmes, classée monument historique en 1875[31], haut-lieu du chant grégorien.
- L'abbaye de Bénédictines Sainte-Cécile, classée monument historique en 1875[32].
- L'église paroissiale Notre-Dame.
- La chapelle Saint-Aquilin.
- Le manoir de Beaucé[33].

### Personnalités liées à la commune
- Dom Guéranger (1805-1875) : religieux, restaurateur de l’ordre bénédictin en France, mort à Solesmes ;
- Docteur Henri Bombart (1860-1941), médecin, inventeur, industriel et historien[34]
- Pierre Reverdy (1889-1960) : poète, a vécu et mort à Solesmes à partir de 37 ans, jusqu'à sa mort ;
- Zita de Bourbon-Parme (1892-1989) : dernière impératrice d'Autriche séjournait souvent à Solesmes où deux de ses sœurs étaient religieuses[35] ;
- Jean-Marie Lelièvre (1900-1976) : président de l'Automobile Club de l'Ouest, président directeur général de la Mutuelle générale française (aujourd'hui MMA), mort à Solesmes ;
- Bernard Mayaud (1925-2005), généalogiste français, mort à Solesmes.
- François Fillon (né en 1954) : homme politique français, conseillers municipaux de Solesmes de 2001 à 2014. Il possède, avec son épouse Penelope Clarke Fillon, le manoir de Beaucé[36].
- Philippe Petit (né en 1954) : musicien-guitariste de jazz qui a vécu quelques années à Solesmes[réf. nécessaire].
- Grégoire Cador (né à Solesmes en 1961), évêque du diocèse de Coutances-Avranches[37]
- Jean-Michel Bazire (né en 1971), jockey, entraîneur et driver de trotteurs, a son centre d'entraînement à Solesmes[38].

### Héraldique
| Armes de Solesmes | Les armes de la commune de Solesmes se blasonnent ainsi : De gueules à la burelle ondée d'argent surmontée d'une aigle au vol abaissé d'or et soutenue de deux crosses d'abbé adossées du même mouvant de la pointe. |